# 陳詢
陳詢，字汝同，直隸松江府華亭縣雲間鄉人，明朝政治人物，永樂戊戌進士，入翰林，官至國子監祭酒。

## 生平
永樂十六年（1418年）戊戌科進士，授庶吉士，任翰林院編修，累升至侍講學士。正統年間，王振擅政，因拒絕與其合作，被貶為安陸州知州。
土木之變后，被景帝召回，擔任大理寺少卿。景泰五年（1454年），升任國子監祭酒。

## 佚事
榜眼梁禋臨終前，託付家事給陳詢，當時梁禋病不能言，只能依手指比劃，由左右訴說。陳詢看後落淚悲痛，此後，凡梁家喪葬居所之事，均由陳詢幫助處理，甚至甘願冒詆毀之名仍然始終如一。
《菽園雜記》載陳詢善飲酒之事。